# (34144) Alexandersun
2000 QX14 (asteroide 34144) é um asteroide da cintura principal. Possui uma excentricidade de 0.03262820 e uma inclinação de 2.63833º.
Este asteroide foi descoberto no dia 24 de agosto de 2000 por LINEAR em Socorro.